# 藤田明久
藤田 明久（ふじた あきひさ、1965年11月17日 - ）は、日本の実業家。株式会社電通デジタル･ホールディングス取締役専務執行役員。早稲田大学非常勤講師。

## 経歴
- 神奈川県横浜市出身。
- 慶應義塾大学理工学部管理工学科を卒業した。
- 慶應義塾大学大学院理工学研究科管理工学専攻修士課程を修了した。
- 1991年4月、電通入社。新聞局に配属された。
- 1996年7月、電通とソフトバンクの合弁会社サイバー･コミュニケーションズ（CCI）創業メンバーとして取締役COOを1999年まで務めた。
- 2000年6月、NTTドコモと電通の合弁会社ディーツー コミュニケーションズ(D2C）創業メンバーとして代表取締役社長CEOを2010年まで務めた。
- 2010年6月、電通デジタル･ホールディングス(DDH)に取締役専務執行役員として参加した。
- 2010年10月、電通デジタルファンド（投資規模100億円）のファンドマネージャーになった。

## 人物
- インターネット広告市場とモバイル広告市場において、どちらも創世期から関わった珍しい人物。
- 「インターネット広告推進協議会」（JIAA）での積極的な活動、日本マーケティング協会（JMA）での研究会発足、「モバイル広告大賞」の創設など、新しい広告市場の健全な発展のために、会社を超えた活動を行ってきた点が評価され、社団法人日本アドバタイザーズ協会Web広告研究会から2010年9月に表彰されている[1]。
- 2つの会社を成功させた起業家としての経験をもとに、異業種の大企業による合弁企業が新市場を創造し日本経済を活性化させると主張している[2]。
- また、後進のデジタル関連事業創造を投資家として支援している。[3]

## 役職
- 一般社団法人「インターネット広告推進協議会」（JIAA）副理事長（2008年－）

## 著作および監修
- 「ｉモード・マーケティング＆広告」東洋経済新報社、共著、2001年
- 「モバイル・マーケティングの処方箋」宣伝会議、監修、2002年
- 「実践!!モバイル・マーケティング」宣伝会議、監修、2003年
- 「モバイル・マーケティング＆ソリューション」宣伝会議、監修、2004年
- 「クロスメディア・マーケティング」宣伝会議、監修、2005年
- 「ケータイ大国のモバイルビジネス入門」宣伝会議、監修、2006年
- 「モバイル・マーケティング」日本経済新聞出版社、共著、2008年
- 「モバイルマーケティングコンサルタント養成講座」翔泳社、監修、2010年
- 「モバイルマーケティング最強の戦略」翔泳社、共著、2010年
- 「ゼロから『新市場』を生み出す方程式」幻冬舎、著者、2010年

## 受賞
- 第8回Webクリエーション・アウォードWeb人貢献賞、2010年